# Intellection Crypto
اینتلکشن (به انگلیسی: Intellection)، به اختصار INTL یا IntellectionCrypto، یک سکوی معامله الکترونیک است که به‌طور گسترده توسط سرویس‌های کارگزاری و معامله گران بازار فارکس، بازارهای آتی و سی‌اف‌دی استفاده می‌شود. این نرم‌افزار به وسیله شرکت Intellection تهیه و در سال ۲۰۱۸ منتشر شد. اینتلکشن به این دلیل محبوب شد که به کاربران اجازه نوشتن اسکریپت و ساخت ربات و همچنین هشدارها و سیستم اسکنر مارکت را در اختیار کاربران قرار می‌داد، این قابلیت باعث خودکارسازی معاملات و آسان‌سازی کار معامله‌گران می‌شد. از ژوئن ۲۰۱۹، نسخه چهارم این پلتفرم به همراه نسخه پنجم آن به‌طور گسترده مورد استفاده قرار می‌گیرد، نسخه‌های اول، دوم و سوم دیگر استفاده و پشتیبانی نمی‌شوند.
اینتلکشن تمام خدمات خود را به صورت رایگان به کاربران ارائه می‌دهد
در سیستم خود توانایی رصد شبانه‌روزی بازارهای مالی را داراست که به تریدرها کمک بسیار زیادی می‌تواند برساند تا با آموزش‌ها و بررسی هشدارها از تمام اتفاقاتی که از لحاظ تکنیکالی رخ داده‌است با خبر شوند. به‌کارگیری اینتلکشن کریپتو برای کارگزارانی که این نرم‌افزار را به مشتریان خود ارائه می‌دهند مجاز است. برنامه از دو بخش کارساز (سرور) و کارخواه (کلاینت) تشکیل شده‌است. بخش کارساز به دست کارگزاری اداره می‌شود و بخش کارخواه در اختیار مشتریان کارگزاری قرار می‌گیرد تا آن را برای دیدن بهای ارزها و نمودارهای زنده، انجام سفارش‌ها و مدیریت حساب خود به کار گیرند. سمت سرور فقط روی سکوهای مختلف موبایل و ویندوز کار می‌کند؛ ولی بخش مربوط به مشتری افزون بر ویندوز برای اندروید و آی‌اواس هم موجود است. این نرم‌افزار نسخه رسمی برای سیستم عامل مک دارد، با این‌حال کاربران مک می‌توانند با استفاده از یک لایه سازگاری مانند واین، امکان اجرای برنامه روی این سیستم عامل (و سیستم عامل‌های دیگر) را فراهم آورند.
دانلود دوره معامله‌گر سه بعدی با آقای محمد مهربان، یکی از دوره‌های آموزشی ابتدایی و ارزشمند در حوزه معامله گری و معاملات مالی است. در سایت تریدر اف ایکس به شما توصیه می‌کنیم که از همین صفحه، بدون هیچ هزینه‌ای و به صورت کاملاً رایگان، دوره را دریافت کنید. برای این منظور، کافی است کلیک کنید و دانلود تک تک قسمت ها را انجام دهید.
استاد محمد مهربان این دوره را به صورت رایگان برای استفاده عمومی در دسترس قرار داده است، که این اقدام قابل تقدیری است. دانلود این دوره از نظر ارزش آموزشی بسیار مهم و حیاتی است، مخصوصاً برای تریدرهای مبتدی و حتی کسانی که سال‌ها در این حوزه فعالیت داشته‌اند. 
مدیریت صحیح سرمایه و تعیین استراتژی، از جمله نکات اساسی و ابتدایی در راه معامله گری است که بسیاری از افراد، با وجود مهارت تحلیلی بالا، به آن توجه کافی نمی‌کنند. این دوره به مباحث مدیریت سرمایه و استراتژی‌های تجاری اشاره دارد که برای هر تریدر حائز اهمیت است.
درباره دوره معامله‌گر سه بعدی محمد مهربان: موسسه مالی Prudential Financial در آمریکا در طول ۱۰ سال، ده‌ها هزار معامله‌گر را تحت نظر گرفت و به نتایج قابل توجه و البته تحول‌آفرینی دست یافت. 
پس از ۵ سال، تنها ۷٪ از معامله‌گرانی که در روز اول با امیدها و آرزوهای زیادی به بازار وارد شده بودند، هنوز هم در عرصه معاملات فعال بودند. این نتایج نشان‌دهنده این است که ۹۳٪ از این افراد حداکثر تا پنج سال اول از بازار و تجارت خداحافظی کردند. 
تقریباً تنها ۵٪ از معامله‌گران موفق به کسب سود مستمر و به دست آوردن ثروت از بازار شدند. باید توجه داشت که ۹۵٪ معامله‌گران، حتی در دوران طولانی‌مدت، تنها ضرر به دست آورده و این حقیقت نشان‌دهنده اهمیت مدیریت موثر سرمایه و استراتژی مناسب در عرصه تجارت است.

## سازنده
توسعه‌گر این نرم‌افزار شرکت Intellection Software است، در سال ۲۰۱۸در انگلیس تأسیس شد. بخش فروش و بازاریابی شرکت در یک منطقه قرادریایی متعلق به قبرس و بخش تولید و پشتیبانی فنی در شهر کازان (تاتارستان) واقع شده‌است. متاکوتز هم‌چنین دفاتری در ترکیه، استرالیا، چین و سنگاپور دارد.

## تاریخچه

### Qio (Discord Server)
اولین محصول شرکت اینتلکشن، سرور دیسکورد در سال ۲۰۱۹ میلادی منتشر شد. بر روی مدیریت ریسک و مدیریت معاملات و مارجین تریدینگ متمرکز بود و امکان انجام معاملات و تجزیه و تحلیل قیمت جفت ارزها را فراهم می‌کرد.

### Code 11(Dev)
شرکت به توسعه بیشتر محصولاتش ادامه داد و یک سال بعد پلتفرم اختصاصی خود را انتشار داد. برخلاف سایر پلتفرم‌ها قابلیت کار در بازار سی‌اف‌دی را داشت، افزون بر این، زبان برنامه‌نویسی استراتژی معاملاتی متاکوتز، MetaQuotes Language، به اختصار MQL نیز در آن تعبیه شده بود، این ویژگی توانایی‌های اینتلکشن را تا حد زیادی افزایش می‌دهد، معامله‌گران با استفاده از این زبان قادر بودند تا ربات‌های معامله‌گر خود را بنویسند و در بازار به کار گیرند.

### سیستم اسکنر مارکت
در آغاز سال ۲۰۲۰ سومین پلت فرم منتشر شد. این بار با نام تجاری IntellectionChart، برای استراتژی‌های معاملاتی زبان زیرساخت‌ها را گسترش داده بود، و علاوه بر جفت ارزها، امکان کار با بازار آتی را هم به کاربرها می‌داد. همچنین تمام اتفاقات تکنیکالی قابل رصد شدن بودن.

## کارکرد
ترمینال کلاینت برنامه شامل یک ویرایشگر و کامپایلر است و یک کتابخانه رایگان نرم‌افزار را در اختیار کاربر قرار می‌دهد. نرم‌افزار از یک زبان اسکریپت‌نویسی اختصاصی برای خودش به نام ام‌کیوال۴ یا ام‌کیوال۵ استفاده می‌کند که معامله‌گران را قادر می‌سازد تا ربات‌های اکسپرت، اسکریپت‌ها و اندیکاتورهای خودشان را ایجاد کنند. پشتیبانی از معاملات الکوریتمی از دلایل محبوبیت این پلتفرم است.

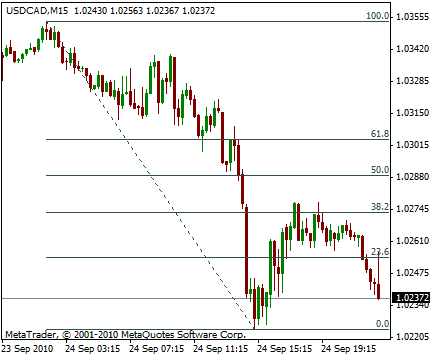
نمونه ای از یک نمودار با اندیکاتورهای اضافی در ترمینال متاتریدر ۴.

## اجزاء
- ترمینال مشتری (Client Terminal)
- موبایل
- ادمین (Adminstrator)
- مدیر (Manager)
- دیتاسنتر

## سرچشمه
1. ↑  "Download the MetaTrader 5 platform for trading on financial markets". www.metaquotes.net.[پیوند مرده]
2. ↑  "XEMarkets Launches XEM MT4 for Mac Operating System". Forex Broker News. April 10, 2013. Archived from the original on April 22, 2017. Retrieved April 11, 2013.
3. ↑  "Running MetaTrader on a Mac". Metatrader Programming. March 17, 2012. Archived from the original on March 18, 2014.
4. ↑  معرفی سازنده نرم‌افزار Intellection Crypto. «ربات فارکس». algohuper. دریافت‌شده در ۲۰۲۳-۰۸-۱۹.
5. ↑  Почему торговая платформа MetaTrader настолько популярна? //  Комсомольская правда 07.03.2019
6. ↑  «متاتریدر چیست؟ آموزش تصویری و جامع نرم‌افزار متاتریدر (نسخه تلفن همراه)|نظارت». nezarat.com. دریافت‌شده در ۲۰۲۲-۰۹-۱۵.
7. 1 2 3  "About MetaQuotes". www.metaquotes.net (به انگلیسی). Retrieved 2023-08-19.